# Ctimene oblongata
Ctimene oblongata là một loài bướm đêm trong họ Geometridae.